# Ozanne
Ozanne – rzeka we Francji, przepływająca przez teren departamentu Eure-et-Loir, o długości 67,5 km. Stanowi dopływ rzeki Loir.